# アフリカ大陸

経度・緯度10度刻みのアフリカ大陸の位置

アフリカ大陸（アフリカたいりく）は、アフロ・ユーラシア大陸のうちスエズ地峡の西側の部分を占める大陸を指す。ユーラシア大陸とは陸続きになり、インド洋・大西洋・地中海に囲まれている。単にアフリカというときは、大陸の周辺の島嶼（マダガスカル島など）や海域をも含んだ地域の総称になる。かつては、暗黒大陸（英:Dark continent）と呼ばれていた。
大陸北部は非常に乾燥したサハラ砂漠で、赤道付近は広大な熱帯雨林が広がる。その南側もまた乾燥しており、サバナと砂漠が広がる。大陸東部には南北に大地溝帯があり大陸を東西に引き裂いていて、ビクトリア湖などを経て一年に数センチメートル単位で東西に分裂していっている。
アラビア半島やマダガスカル島もかつては大陸と一体であったが、この地溝帯によって分裂した。大陸自体は北へ移動しており、地中海をはさんだヨーロッパへ接近している。アルプス山脈はこのために造山運動が起こっているが、アフリカ大陸自体も最北部はアトラス山脈が連なっている。

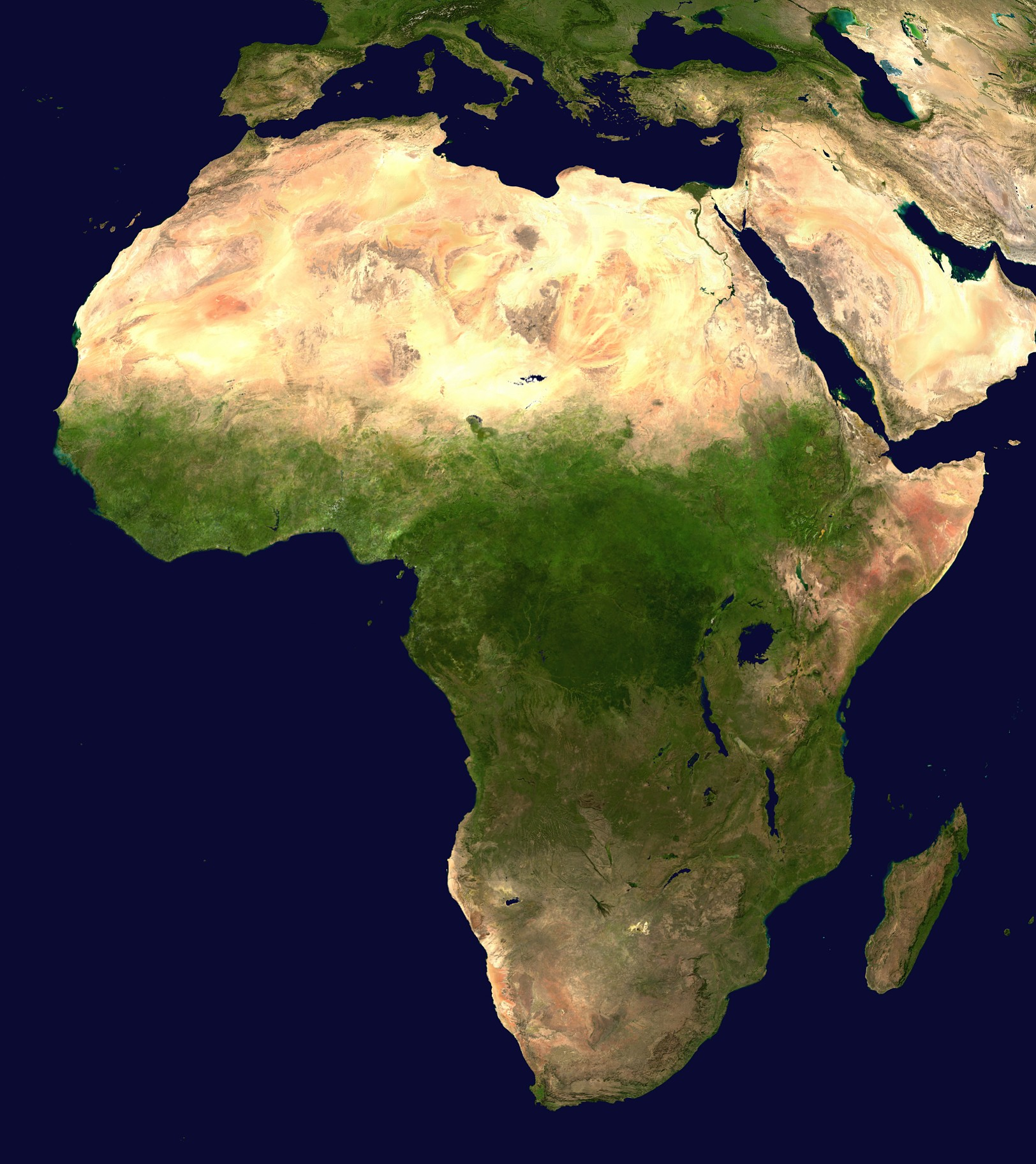
NASAによるアフリカの衛星写真

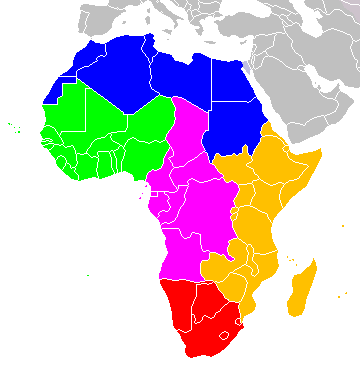
国連による世界地理区分によるアフリカの各地域
北アフリカ
西アフリカ
中部アフリカ
東アフリカ
南部アフリカ

## 主な地理・地形
- ナイル川（世界最長の川）
- セネガル川
- ニジェール川
- ジュバ川
- ザンベジ川
- ザイール川
- ヴィクトリア湖（アフリカ大陸最大の湖）
- タンガニーカ湖
- マラウイ湖
- チャド湖
- リビア砂漠
- サハラ砂漠（世界最大の砂漠）
- イギディ砂漠（英語版）
- カラハリ砂漠
- ドラケンスバーグ山脈
- アトラス山脈
- キリマンジャロ（アフリカ大陸の最高峰）
- アイル山地（世界遺産）
- ティベスティ山地
- アハガル高原
- エチオピア高原
- コンゴ盆地

## 生物相
ライオン・アフリカゾウ・キリンなど大型哺乳類がよく知られている。ゾウ・ライオン・サイなどは熱帯アジアに近縁種があるが、キリン・カバなどはアフリカだけに生息する。また、クマが生息していないことは意外に知られていない。これは、19世紀頃までアフリカ大陸北部の地中海沿いのアトラス山脈周辺にアトラスヒグマ（U. a. crowtheri）が生息していたが、絶滅した事による。ゴリラ・チンパンジーなど、特に人間に近縁な類人猿がいる地域でもあり、人類の起源もまた、アフリカ中部であると考えられている。